# Antonello Trombadori
Antonello Trombadori (Roma, 10 giugno 1917 – Roma, 19 gennaio 1993) è stato un giornalista, critico d'arte, politico, poeta in dialetto romanesco italiano.

## Biografia
Nato in una famiglia di artisti di origine siciliana (il padre Francesco è pittore), vive una giovinezza felice nella casa-studio di Villa Strohl-Fern, entrando in contatto con numerosi intellettuali dell'epoca. Amico intimo di Renato Guttuso, da giovane collabora con alcune riviste importanti, quali La Ruota, Primato, Città, Corrente, Cinema. Frequenta il ginnasio al Mamiani, in Viale delle Milizie, poi il liceo al Visconti, nella piazza del Collegio Romano, frequentato anche da Paolo Bufalini e da Giulio Andreotti. Iscritto ai Gruppi Universitari Fascisti, partecipa ai Littoriali della cultura e dell'arte di Napoli (1937) e di Bologna (1940). Successivamente, dopo una iniziale simpatia per il liberalsocialismo (suo grande amico fu Bruno Zevi) si avvicina rapidamente al Partito Comunista clandestino, al quale si iscrive dopo l'entrata dell'Italia in guerra.

### La militanza antifascista
Ufficiale dei bersaglieri, Trombadori è inviato al fronte greco-albanese, dove è ferito e, per tale motivo, rimandato nella Capitale in licenza di convalescenza. A Roma, nel 1941, è arrestato con altri studenti e operai per avere organizzato moti all'Università di Roma contro la guerra, ed è condannato al confino dal Tribunale Speciale; Benito Mussolini gli propone la possibilità di proscioglierlo da ogni accusa, per via dell'importanza della famiglia, in caso di pentimento pubblico. Trombadori rifiuta ogni compromesso e viene confinato a Carsoli. 

Alla caduta del fascismo, Trombadori rientra a Roma. Dopo l'armistizio dell'8 settembre e la fuga dei Savoia da Roma, in assenza di comandi militari, partecipa alla disperata difesa popolare della Capitale dall'occupazione tedesca in Porta San Paolo, dopo avere tentato di distribuire armi per la resistenza agli ordini di Luigi Longo e con il sostegno del generale Giacomo Carboni.
Durante l'occupazione tedesca della città costituisce i GAP-Gruppi di Azione Patriottica, una formazione partigiana incaricata di effettuare attentati e sabotaggi contro il nemico. Arrestato il 2 febbraio 1944 dalle SS, Trombadori è imprigionato prima a Via Tasso e poi a Regina Coeli. Riesce a scampare alla decimazione dell'eccidio delle Fosse Ardeatine, grazie all'azione del medico socialista del carcere Alfredo Monaco, che lo ricovera temporaneamente in infermeria.. Successivamente è inviato al lavoro forzato sul fronte di Anzio, dove però fugge, riprendendo l'attività clandestina fino al giorno della Liberazione di Roma, il 4 giugno 1944. Per i suoi meriti di combattente gli è conferita la medaglia d'argento al valore militare.

### Il dopoguerra
Dopo la Liberazione, Trombadori organizza la mostra L'arte contro la barbarie. Nel 1945 presenta l'album di disegni di Guttuso Gott mit uns e nello stesso anno aiuta Roberto Rossellini a girare il capolavoro Roma città aperta. Si sposa con Fulvia Trozzi, figlia del famoso avvocato e parlamentare socialista Mario Trozzi da cui avrà due figli: Duccio e Lucilla; più tardi avrà tre nipoti: Cecilia (1976), Ortensia (1979) e Charlotte (1991).
Nel dopoguerra alterna la vita da funzionario del PCI (è responsabile della vigilanza di Palmiro Togliatti) a quella di critico d'arte e cinematografico (sul quotidiano del PCI l'Unità e sulla rivista ideologica Rinascita) a sostegno del neorealismo e della cultura dell'impegno: dalla sua iniziativa dipende la fortuna del film La terra trema (1948), di Luchino Visconti, la costituzione del Circolo del Cinema, oltre che la nascita della rivista di orientamento marxista Il Contemporaneo di cui è direttore dal 1954 al 1964.
Nel 1956 è eletto consigliere comunale di Roma, nelle liste del PCI e viene confermato alle successive elezioni del 1960, 1962 e 1966. Nel 1967 è inviato in Vietnam per conto de l'Unità. Nel 1968 è eletto deputato al Parlamento ed è confermato nelle tre legislature successive, sino al 1983.
Dopo la contestazione giovanile, polemico con la deriva dell'estremismo interno ed esterno al PCI, Trombadori torna progressivamente su posizioni sempre più vicine al liberalsocialismo delle origini. E si avvicinerà alle posizioni "filosocialiste" di esponenti comunisti come Paolo Bufalini e Giorgio Napolitano.

### Da comunista moderato a socialista craxiano
Eretica, per i comunisti ortodossi, la sua tesi che la vera rivoluzione russa sia stata "quella del febbraio del 1917, di Kerenskij, che abbatté lo zarismo e introdusse la democrazia nel paese, e non quella dell'ottobre dello stesso anno, quella di Lenin e dei soviet, più assimilabile a un colpo di Stato che a una rivoluzione".
Dal 1976, anno in cui Bettino Craxi diventa segretario del Partito Socialista Italiano, Trombadori inizia una graduale riflessione che lo porterà nel 1983 a dichiararsi "non più comunista" e a votare PSI. Anche prima di questa personale "svolta", è d'accordo con Craxi sulla riforma della scala mobile, iniziata con il decreto di San Valentino, e riserverà l'unica critica al segretario del garofano solo durante il rapimento di Aldo Moro, non condividendo la sua proposta di "trattativa" con le Brigate Rosse. Si ritiene comunque "che in Trombadori non c'era traccia dell'antisocialismo tipico della classe dirigente comunista berlingueriana e che Craxi esercitava su lui un certo fascino".

### Opere critiche
Tra i contributi critici più importanti di Trombadori meritano una citazione i saggi introduttivi nei cataloghi delle retrospettive Donghi e Scipione (entrambi del 1985); Scuola Romana (1986) e Roma appena ieri (1987). Curò inoltre il catalogo delle opere d'arte della Camera dei deputati.

### Opere in dialetto romanesco
Trombadori fu anche stimato poeta in dialetto romanesco. La sua prima edizione di poesie è del 1980 (La palommèlla, ed. Scheiwiller). Successivamente, per un decennio, scrisse brillanti sonetti sulla pagina romana del Messaggero e li pubblicò in volume (Indovinela grillo, Newton Compton, 1988).

## Onorificenze
Distintivo d'onore per i patrioti "Volontari della libertà"
 Medaglia commemorativa della guerra di liberazione

## Premi e riconoscimenti
- Nel 1980 ha ricevuto il Premio Sila per la sua opera poetica.[10]